# 1940 في رومانيا
فيما يلي قوائم الأحداث التي وقعت خلال عام 1940 في رومانيا.

## أحداث
- 10 نوفمبر – زلزال رومانيا 1940

## سياسة

### تعيين في المنصب
- 5 سبتمبر – يون أنتونيسكو قائمة رؤساء وزراء رومانيا.

## مواليد

### مارس
- 15 مارس – هانز هرشميولير[1]

### أبريل
- 13 أبريل – فلاديمير كوسما[2]

### مايو
- 2 مايو – ميرسيا كوستاشي الثاني لاعب كرة يد روماني.